# Węgorzewo (gmina)
Pour les articles homonymes, voir Węgorzewo (homonymie).
Węgorzewo est une gmina mixte du powiat de Węgorzewo, Varmie-Mazurie, dans le nord de la Pologne, sur la frontière avec la Russie. Son siège est la ville de Węgorzewo, qui se situe environ 95 km au nord-est de la capitale régionale Olsztyn.
La gmina couvre une superficie de 341,11 km2 pour une population de 17 092 habitants.

## Géographie
Outre la ville de Węgorzewo, la gmina inclut les villages de Biedaszki, Brzozowo, Czerwony Dwór, Dąbrówka Mała, Dłużec, Dowiackie Nowiny, Guja, Jakunowo, Janówko, Jerzykowo, Kal, Kalskie Nowiny, Kamień, Kamionek Wielki, Karłowo, Kietlice, Klimki, Kolonia Rybacka, Łabapa, Łęgwarowo, Maćki, Mamerki, Matyski, Nowa Guja, Ogonki, Parowa, Pasternak, Perły, Pilwa, Pniewo, Prynowo, Przystań, Radzieje, Róże, Różewiec, Rudziszki, Ruska Wieś, Rydzówka, Skrzypy, Sobin, Stawiska, Stawki, Stręgiel, Stulichy, Surwile, Sztynort, Sztynort Mały, Tarławki, Trygort, Węgielsztyn, Wesołowo, Wilkowo, Wysiecza, Zacisz, Zacisze et Zielony Ostrów.
La gmina borde les gminy de Budry, Giżycko, Kętrzyn, Pozezdrze et Srokowo. Elle est également frontalière de la Russie (oblast de Kaliningrad).